# Triazolite
 (octobre 2022).
La triazolite est un minéral organique rare de formule chimique NaCu2(N3C2H2)2(NH3)2Cl3·4H2O, formé en conjonction avec la chanabayite, un autre triazolate naturel. Son symbole IMA est Tzl.
La triazolite n'a été trouvée qu'à Pabellón de Pica, Chanabaya, province d'Iquique, région de Tarapacá, au Chili, en raison des conditions spécifiques à sa formation. Les premiers spécimens de triazolite ont été trouvés dans ce qui est suspecté être du guano de cormorans des Bougainville. Le guano a réagi au gabbro porteur de chalcopyrite, permettant la formation de triazolite. La triazolite a été initialement regroupée avec la chanabayite en 2015 et n'a été identifiée comme un minéral distinct qu'en 2017.
Elle doit son nom pour la présence d'anions 1,2,4-triazolate.

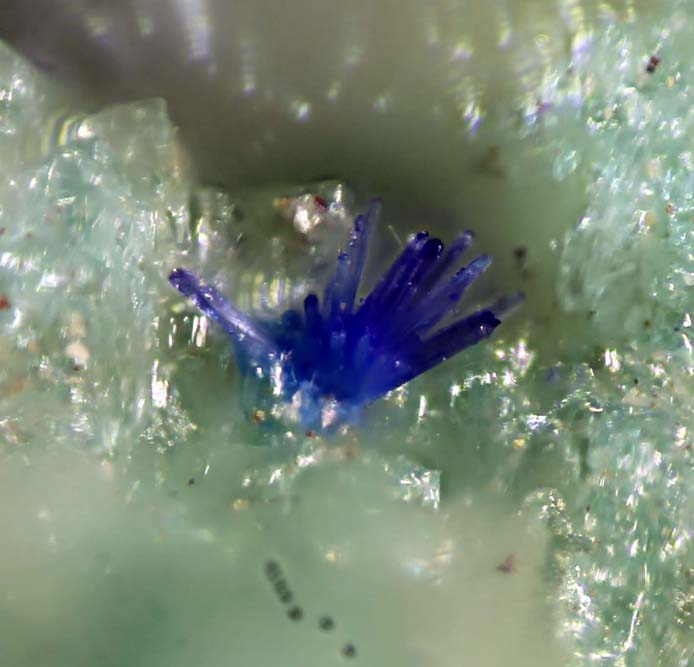